# Hylaea uniformis
Hylaea uniformis är en fjärilsart som beskrevs av Heinrich. Hylaea uniformis ingår i släktet Hylaea och familjen mätare. Inga underarter finns listade i Catalogue of Life.